# Чіка
Чіка (хорв. Čika, лат. Chicca; перша половина XI століття, Задар — після 1095, Задар) — хорватська черниця, засновниця бенедиктинського монастиря Святої Марії в Задарі. Вона також відома завдяки молитовнику з підсвічуванням, відомого як «Часослов Чіки». Це найстаріший молитовник для особистого (не церковного) користування в Європі.

## Життєпис
Дочка Дуяма та Векенеги, племінниця пріора Маді та дружина Андрія.
Вона була членом знатної патриціанської родини Мадієвичів. Після смерті чоловіка в 1066 році вона за допомогою своєї сім'ї заснувала в Задарі монастир Святої Марії. Король Петро Крешимир IV взяв монастир під свою охорону і називав її своєю сестрою, але достеменно невідомо, що саме він мав на увазі.
Мати Векенеги, яка також була пострижена в монастирі і, як і її мати, була настоятелькою.

## Книга
«Часослов Чіки» проілюстрований великою кількістю мініатюр. Книга складається з трьох розділів на 153 сторінках: молитви до Діви Марії, особисті молитви і повчальні тексти. Рукопис вважається найстарішим молитовником для особистого користування в Європі. Оригінал зберігається в бібліотеці Бодліана при Оксфордському університеті.

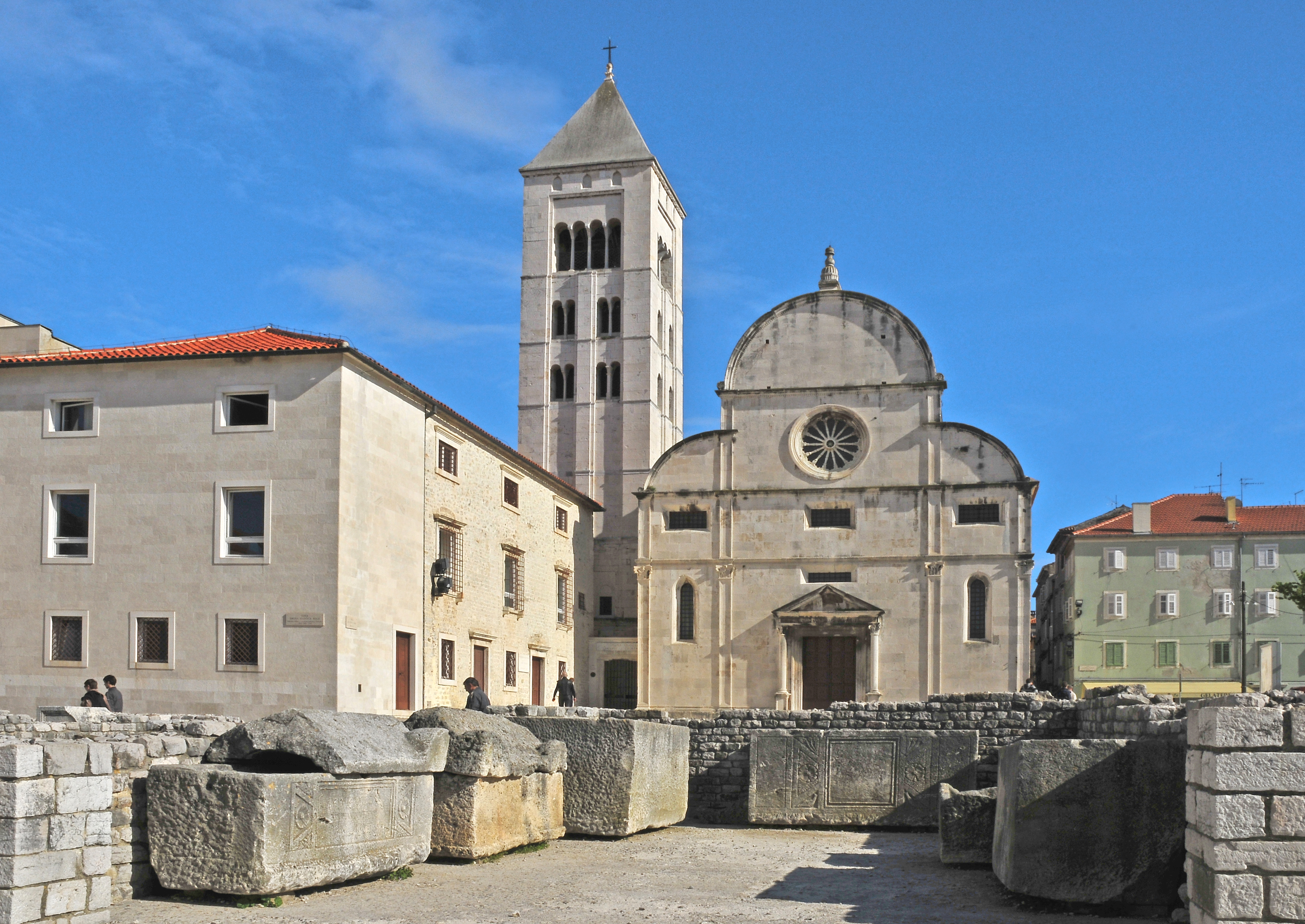
Монастир та церква Св. Марії, Задар.
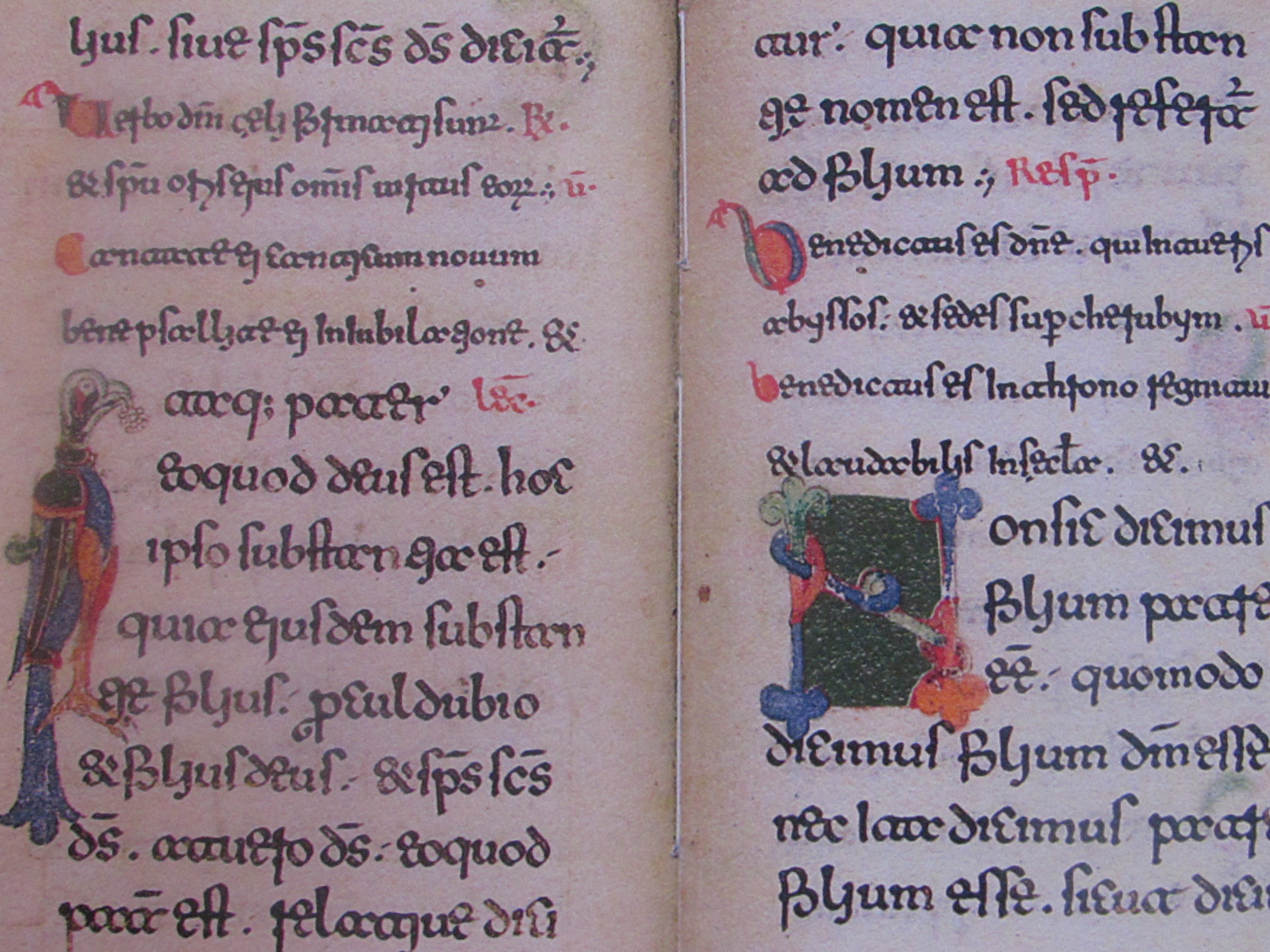
Молитовник Чіки 1066 року.